# Jiří Novák (politik)
Jiří Novák (* 11. dubna 1950 Hranice) je český právník a bývalý politik, v 90. letech 20. století poslanec České národní rady a Poslanecké sněmovny za Občanské fórum, ODS a Unii svobody, v letech 1992 až 1996 ministr spravedlnosti České republiky.

## Biografie
Vystudoval gymnázium v Přerově a v roce 1976 absolvoval Právnickou fakultu Univerzity Jana Evangelisty Purkyně v Brně (dnes Masarykova univerzita). Mezi roky 1976 až 1990 pracoval jako advokátní koncipient a poté advokát v Lipníku nad Bečvou. Zde se také uvádí jeho bydliště. K roku 1992 je zmiňován jako ženatý (manželka Karla byla učitelkou), měl dvě děti.
V únoru 1990 se stal poslancem České národní rady v rámci procesu kooptací do ČNR. Mandát pak krátce poté obhájil v řádných volbách v roce 1990 za Občanské fórum. V letech 1991–1992 byl předsedou ústavněprávního výboru ČNR. Opětovně byl zvolen ve volbách v roce 1992, nyní již za ODS (volební obvod Severomoravský kraj).
Od vzniku samostatné České republiky v lednu 1993 byla ČNR transformována na Poslaneckou sněmovnu Parlamentu České republiky. Zde obhájil mandát v sněmovních volbách v roce 1996. V letech 1996 až 1998 byl předsedou petičního výboru PSP a členem organizačního výboru sněmovny. V lednu 1998 přešel do poslaneckého klubu nově ustavené Unie svobody.
V lednu 1992 se stal českým ministrem spravedlnosti ve vládě Petra Pitharta a post si udržel i v následující první vládě Václava Klause až do července 1996.
Od roku 1999 je společníkem v advokátní kanceláři Brož & Sokol & Novák. Specializuje se na trestní, občanské a obchodní právo.

## Ocenění
- Pamětní list (2005, Česká advokátní komora, předávaný významným či zasloužilým funkcionářům, kteří se zasloužili o rozvoj advokacie).
- Randova medaile (1998, Jednota českých právníků)
- K 10. výročí Notářské komory ČR byl oceněn medailí za přínos tomuto oboru po roce 1992.[1]